# Rhamphomyia mirifica
Rhamphomyia mirifica är en tvåvingeart som beskrevs av Frey 1922. Rhamphomyia mirifica ingår i släktet Rhamphomyia och familjen dansflugor. Inga underarter finns listade i Catalogue of Life.